# Appartementhaus Ljuteranska Wulyzja 6

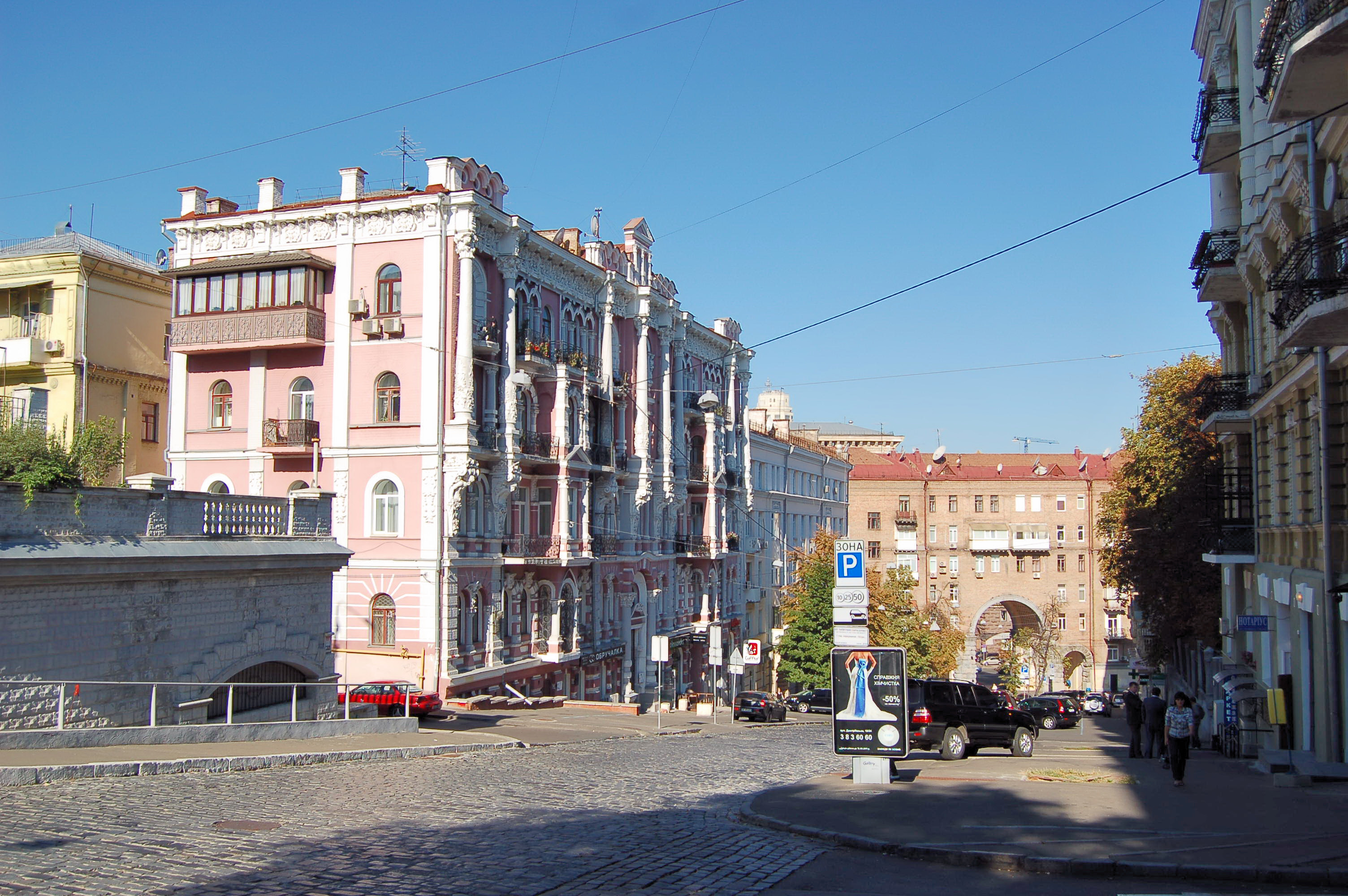
Das Haus mit Blick Richtung Chreschtschatyk

Das Appartementhaus Ljuteranska Wulyzja 6 (ukrainisch Доходный дом на ул. Лютеранская 6) oder auch Borgia-Palast (Дворец Борджиа) ist ein 1905 errichtetes Gebäude in der ukrainischen Hauptstadt Kiew.
Das Bauwerk ist seit 2010 ein Architekturdenkmal und erhielt seinen Spitznamen aufgrund seiner im Jugendstil-Design von Renaissance- und Barockthemen ergänzten Fassade, welche die Menschen an Paläste der Borgia-Adelsfamilie erinnert.

## Geschichte
Das 1905 vom deutschstämmigen Architekten Martin Wilhelm Klug errichtete Gebäude ist eines der besten Beispiele des Eklektizismus in der Ukraine.
Im heute abgerissenen Nachbarhaus Nummer 8 lebte Maxim Gorki, weshalb nun hier eine Gedenktafel für diesen zu finden ist. Für den ukrainischen Bildhauer Olexander Kowalow (Ковальов Олександр Олександрович 1915–1991), einen ehemaligen Bewohner des Hauses, ist ebenfalls eine Gedenktafel an der Hausfassade angebracht.

## Lage
Das Gebäude befindet sich im Stadtrajon Petschersk auf der Lutherischen Straße (Ljuteranska wulyzja) Nummer 6 in der Kiewer Innenstadt nahe dem Chreschtschatyk, dem Hauptstadt-Boulevard Kiews.

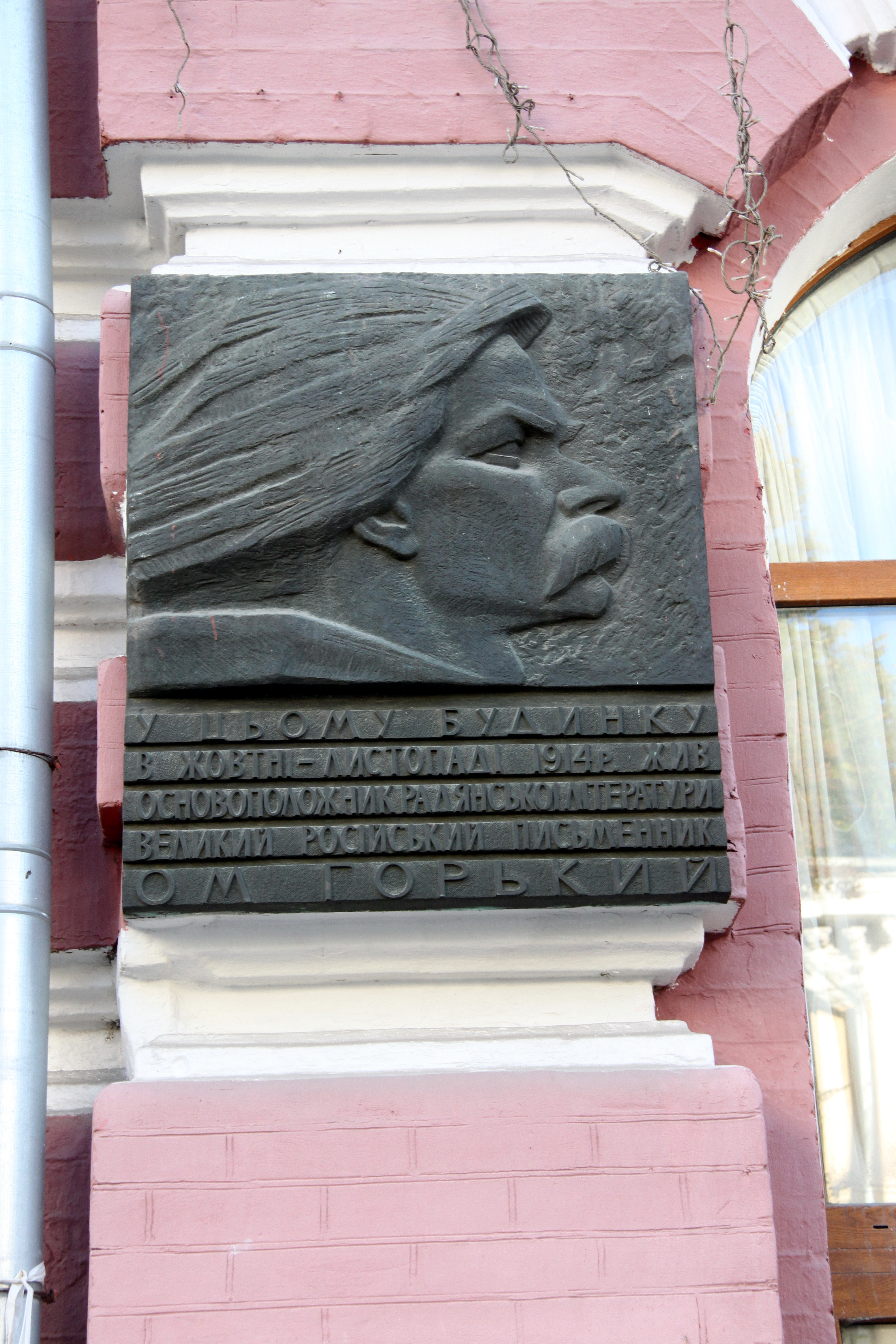
Gedenktafel am Haus für den ehemals im Nachbarhaus lebenden Maxim Gorki
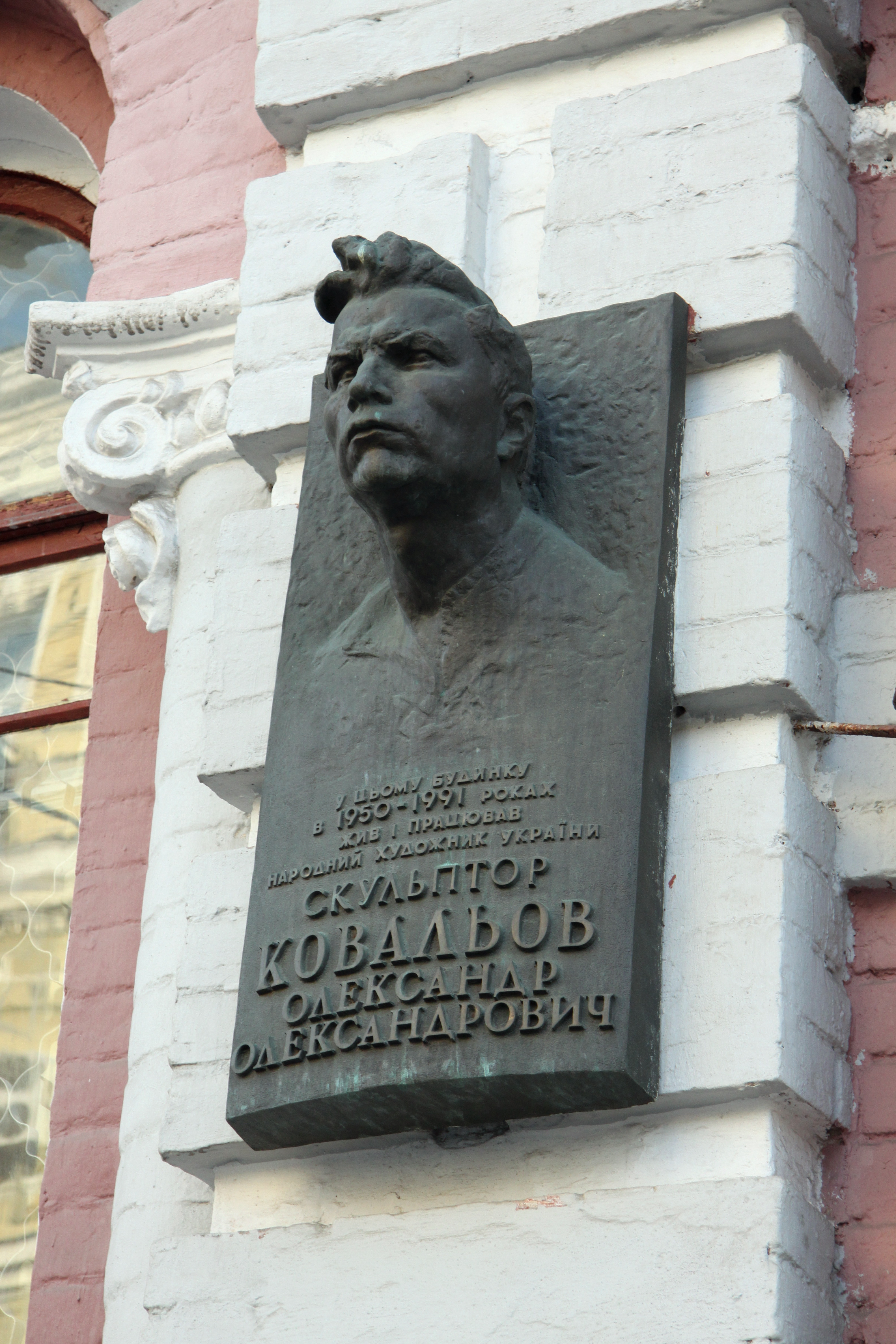
Gedenktafel für den ehemaligen Hausbewohner Olexander Kowalow